# Ricardo García
Ricardo García Ambroa (Vitoria, 26 februari 1988) is een Spaans voormalig wielrenner die in 2018 reed voor Team Euskadi. Eerder reed hij voor enkele Japanse ploegen en in eigen streek voor Euskaltel-Euskadi. Hij begon zijn professionele carrière bij Orbea, waar hij top-10 klasseringen behaalde in de Ruta del Sol, Ronde van Castilië en León, Trofeo Joaquim Agostinho en de Ronde van Burgos.

## Belangrijkste overwinningen
2011
2e etappe Cinturó de l'Empordà
2016
3e etappe Ronde van Singkarak
2017
3e etappe Ronde van de Molukken
Bergklassement Ronde van de Molukken

## Resultaten in voornaamste wedstrijden
| Jaar | Milaan-San Remo | Ronde van Vlaanderen | Parijs-Roubaix |
| ---- | --------------- | -------------------- | -------------- |
| 2012 |                 | opgave               | opgave         |
| 2013 | 62e             | opgave               | 99e            |

## Ploegen
- 2009 –  Orbea
- 2010 –  Orbea
- 2011 –  Orbea Continental
- 2012 –  Euskaltel-Euskadi
- 2013 –  Euskaltel Euskadi
- 2014 –  Team Ukyo
- 2015 –  Kinan Cycling Team (vanaf 1-8)
- 2016 –  Kinan Cycling Team
- 2017 –  Kinan Cycling Team
- 2018 –  Team Euskadi

Antón ·
Astarloza ·
Azanza ·
Bilbao ·
Cabedo ·
Cazaux ·
García ·
G. Izagirre ·
J. Izagirre ·
Landa ·
Martínez ·
Mínguez ·
Nieve ·
Oroz ·
A. Pérez ·
R. Pérez ·
Sáez de Arregui ·
Sánchez  ·
Sicard ·
Txurruka ·
Urtasun ·
Velasco ·
Verdugo
Aberasturi ·
Antón ·
Astarloza ·
Azanza ·
Bilbao ·
Bravo ·
Chaoufi (tot 12/08) ·
García ·
G. Izagirre ·
J. Izagirre ·
Kocjan ·
Landa ·
Lobato ·
Martínez ·
Mestre ·
Mínguez ·
Nieve ·
Oroz ·
Pérez ·
Radochla ·
Sáez de Arregui ·
Sánchez ·
Schulze ·
Serebrjakov (tot 06/04) ·
Sicard ·
Tamouridis ·
Txurruka ·
Urtasun ·
Verdugo ·
Vrečer
Alonso · Azkarate · Azurmendi · Buades · Fernández · García · Goikoetxea · Insausti · Juaristi · López · López-Cózar · Martín